# Alex Désert
Alex Désert (* 18. Juli 1968) ist ein US-amerikanischer Schauspieler, Musiker und Synchronsprecher mit haitianischen Wurzeln. Er ist Gründungsmitglied der Skaband Hepcat.

## Filmografie (Auswahl)
- 1988–1989: TV 101
- 1990: Beverly Hills, 90210 (Fernsehserie, 1 Folge)
- 1990–1991: Flash – Der Rote Blitz (The Flash, Fernsehserie)
- 1995–1996: Das Leben und Ich (Boy Meets World)
- 1998–2004: Becker (Fernsehserie, 129 Folgen)
- 2005: High School Confidential (Pretty Persuasion)
- 2008: Reno 911! (Fernsehserie, 1 Folge)
- 2008: Rita Rockt (Fernsehserie, 1 Folge)
- 2009: Dr. House (Fernsehserie, 1 Folge)
- 2010–2012: Die Avengers – Die mächtigsten Helden der Welt (The Avengers: Earth’s Mightiest Heroes, Fernsehserie, 16 Folgen, Stimme)
- 2011–2014: The LeBrons (Fernsehserie, 23 Folgen)
- 2012: Let It Shine – Zeig, was Du kannst! (Let It Shine, Fernsehfilm)
- 2014: Grey’s Anatomy (Fernsehserie, 1 Folge)
- 2014: Mom (Fernsehserie, 1 Folge)
- 2014: Die Coopers – Schlimmer geht immer (Alexander and the Terrible, Horrible, No Good, Very Bad Day)
- 2014: Scandal (Fernsehserie, 1 Folge)
- 2015: Public Morals (Fernsehserie, 1 Folge)
- 2015: Überraschend unsichtbar (Invisible Sister, Fernsehfilm)
- 2016: Losing in Love
- 2016: Better Call Saul (Fernsehserie, 1 Folge)
- 2016: How to Get Away with Murder (Fernsehserie, 1 Folge)
- 2016–2017: The Flash (Fernsehserie, 2 Folgen)
- 2016–2019: Better Things (Fernsehserie, 5 Folgen)
- 2017: Once Upon a Time – Es war einmal … (Fernsehserie, 1 Folge)
- 2018: Mr. Pickles (Fernsehserie, 6 Folgen)
- 2018: Station 19 (Fernsehserie, 1 Folge)
- 2018: Freaky Friday – Voll vertauscht (Freaky Friday)
- 2019: Shameless (Fernsehserie, 1 Folge)
- 2020: Carmen Sandiego (Fernsehserie, 1 Folge, Stimme)
- seit 2020: Die Simpsons (The Simpsons, Stimme)
- 2021: The Breakup Diet (Fernsehserie, 1 Folge)
- 2022: Women of the Movement (Fernsehserie, 4 Folgen)
- 2024: Fire Country (Fernsehserie, Folge 2x06)